# Majd megszokod
A Majd megszokod a Bëlga nevű alternatív együttes első albuma, amely 2002. március 15-én jelent meg.

## Az album dalai
1. Ovi – 5:44
2. Maci – 4:09
3. Lyuk-lyuk – 5:24
4. Nemzeti hip-hop – 5:27
5. Külföldi – 3:41
6. Kalauz – 3:19
7. Bandzsa (Dub) – 3:37
8. Hello – 5:48
9. Sámán – 1:31
10. Erős kép – 4:31
11. Kalauz 2. – 7:20
12. A gyaloglás vége – 5:31
13. Hús – 6:06
14. Igazi hip-hop – 3:31
15. Cinizmus – 0:07
16. Wunder Scheisse – 5:22

## Videóklipek
- Lyuk-lyuk
- Nemzeti hip-hop